# Victoria (Hong Kong)
Victoria, oficialmente City of Victoria fue uno de los primeros asentamientos urbanos en Hong Kong, que luego se convirtió en colonia británica en 1842. En un inicio se la conoció como Queenstown, pero muy pronto pasó a llamarse Victoria. Se le denominó capital de Hong Kong desde 1842 hasta la entrega a China en 1997 y casi todos los departamentos del gobierno todavía tienen sus oficinas principales ubicadas dentro de sus límites.
Es la ciudad-estado que contempla la capital de la Región Administrativa Especial de Hong Kong, el conglomerado urbano tiene una población de 7 millones de habitantes, aproximadamente (2012).